# Hortobágy Nationalpark
Hortobágy (ungarsk udtale: [ˈhortobaːɟ]) er en 800 km2 stor nationalpark i det østlige Ungarn, i en egn rig på folklore og kulturhistorie. Parken, en del af Store ungarske slette (Alföld), blev udpeget som nationalpark i 1973 (den første i Ungarn), og valgt blandt verdensarvssteder i 1999. Hortobágy er Ungarns største beskyttede område og det største semi-naturlige græsareal i Europa. et område på 320,37 km² blev i 1979 udpeget til Ramsarområde.
Indtil for nylig troede man at den alkaliske steppe blev dannet ved rydning af enorme skove i middelalderen, efterfulgt af foranstaltninger til at regulereTisza-flodens løb, hvilket angiveligt resulterede i jordens nuværende struktur og pH. Hortobágy er dog meget ældre, og alkaliseringen anslås at være startet for ti tusinde år siden, da Tisza først fandt vej gennem den store ungarske slette og afskærer mange vandløb fra deres kilder i de nordlige bjerge.
Et af dets mest ikoniske steder er broen med ni buer. Traditionel T-formede vippebrønde præger landskabet, samt lejlighedsvis luftspejlinger af træer flimrende i varmen på steppen. En del af nationalparken er Dark sky reservat.
Hortobágy har også haft mere negative konnotationer, som et sted for tvangsarbejde under det kommunistiske regime.

## Flora og fauna
Hortobágy er en steppe, en græsklædt slette med ungarsk gråkvæg, zackelschaf (fårerace), vandbøfler, og heste overvåget af hyrder kaldet Csikós. Det giver levesteder for mange forskellige arter, herunder 342 fuglearter, herunder aftenfalk, trieler, stortrappe og ellekrage, som er repræsenteret af ynglende populationer. Området er et vigtigt rasteområde for trækkende traner, pomeransfugle og dværggæs.
Hortobágy er også et center for opdræt af tauruskvæg, et af flere igangværende forsøg på at avle uroksen tilbage.

## Billedgalleri
- Besætninger af får
- Broen med ni buer
- Zackelschaf får
- Ungarsk gråkvæg
- Klokkeensian (Gentiana pneumonanthe)
- Tiszasøen
- Salvie
- Stortrappe
- Aftenfalk
- Vandbøffel